# 胞質融合
胞質融合（Plasmogamy）是真菌有性生殖的一個過程，兩株真菌菌絲體菌絲的細胞質發生融合，但細胞核尚未融合，使融合後的細胞中同時具有兩個單套的細胞核。胞質融合的下一步驟為核融合，即兩細胞核融合為一個兩倍體的細胞核，並進行減數分裂產生孢子。在子囊菌門與擔子菌門等高等真菌中，胞質融合與核融合中間間隔的時間很長，期間真菌細胞維持異質雙核的狀態，稱為雙核體，在低等真菌中，胞質融合後核融合則通常會立刻發生。